# Cretinetti che bello!
Cretinetti che bello! è un cortometraggio del 1909 diretto da André Deed.

## Trama
Cretinetti avendo ricevuto da un amico l'invito per il suo matrimonio, incomincia a vestirsi per il matrimonio in maniera molto appariscente. uscito di casa per andare al matrimonio, viene subito inseguito da diverse donne: tre operaie, una balia che addirittura lascia il bambino, una gelataia e la sua portinaia. Arrivato a destinazione, tutte le donne ed addirittura la sposa sono ammaliate da lui. Cretinetti fugge, ma una volta raggiunto da tutte le donne viene fatto a pezzi. Spettacolare è l'agilità nel ricomporsi.

## Restauro
(2005) Museo Nazionale del Cinema di Torino